# Petalura ingentissima
Petalura ingentissima  (лат.) — вид крупных стрекоз рода Petalura Leach, 1815 (Petaluridae, Anisoptera). Австралия: Квинсленд (северо-восток). Крупнейшая в Австралии стрекоза.

## Описание
Размах крыльев самок более 16 см (от 158 до 162 мм), а длина тела достигает 125 мм. Общая окраска тела чёрная с жёлтыми отметинами. Постклипеус почти полностью чёрный, изредка с двумя жёлтыми пятнами по бокам. 6-й брюшной сегмент полностью чёрный. Личинки на последней стадии достигают длины 6 см (от 59 до 63 мм); прементум субквадратный; членики усиков с 3 по 6 сегменты параллельносторонние; 6 членик усиков личинки почти в 3 раза длиннее ширины 3-го сегмента.